# Sematophyllum angusticuspis
Sematophyllum angusticuspis är en bladmossart som beskrevs av Brotherus 1899. Sematophyllum angusticuspis ingår i släktet Sematophyllum och familjen Sematophyllaceae. Inga underarter finns listade i Catalogue of Life.